# Карбоне, Родолфо
Родолфо Карбоне (порт.-браз. Rodolfo Carbone; 1 ноября или 2 ноября 1927, по другим данным — 2 ноября 1928, по третьим данным — 28 октября 1927, Сан-Паулу — 25 мая 2008, Сан-Паулу) — бразильский футболист, полузащитник и нападающий. Дядя другого известного футболиста — Жозе Луиса Карбоне.

## Карьера
Родолфо Карбоне родился в семье итальянских мигрантов в районе Белензинью. Он начал играть в футбол в команде «Фулгор», откуда в 1945 году перешёл в клуб «Жувентус» из Сан-Паулу. В 1951 году Карбоне перешёл в «Коринтианс», где составил знаменитую линию нападения команды c Клаудио, Луизиньо, Балтазаром и Марио. Он дебютировал в составе команды в товарищеской игре с клубом «Насьоналом» из Роландии (5:2). В первом же своём сезоне в клубе Родолфо выиграл титул чемпиона штата Сан-Паулу, в розыгрыше которого стал лучшим бомбардиром с 30 голами. А вся команда в 28 встречах поражала ворота соперников 103 раза, забивая в среднем 3,67 гола за матч. Он выигрывал с клубом ещё два чемпионата штата, а также два турнира Рио — Сан-Паулу и в 1953 году Малый Кубок мира. После 1954 года Карбоне перестал быть игроком стартового состава команды, уступив своё место Рафаэлу Кьярелле. Родолфо выступал за «Коринтианс» до 1957 года, проведя 231 матч (153 побед, 37 ничьих и 41 поражение) и забив 135 голов. После этого он выступал за «Ботафого» из Рибейран-Прету, а завершил карьеру в родном «Жувентусе».
25 мая 2008 года он умер от приступа инфаркта миокарда. Карбоне был похоронен на кладбище Куарта Парада на востоке города.

## Достижения

### Командные
- Чемпион штата Сан-Паулу: 1951, 1952, 1954
- Обладатель Малого Кубка мира: 1953
- Победитель турнира Рио — Сан-Паулу: 1953, 1954

### Личные
- Лучший бомбардир чемпионата штата Сан-Паулу: 1951 (30 голов)

## Нефутбольная жизнь
Ещё будучи молодым игроком «Жувентуса» Карбоне начал заниматься бизнесом: он купил два токарных станка и небольшое помещение. Постепенно производство разрослось до крупной компании с сотней сотрудников. Позже он продал этот бизнес и открыл спортивный клуб, который также приносил прибыль.

## В искусстве
Карбоне упоминается в песне «Gol de Baltazar» Алфредо Борбы: «Мушкетёр непобедим, Карбоне — классный бомбардир».